# Narodni muzej vietnamske zgodovine
Vietnamski narodni muzej zgodove (vietnamsko Viện Bảo tàng Lịch sử Việt Nam) je v okrožju Hoan Kiem v Hanoju v Vietnamu. Muzejska stavba je bila arheološka raziskovalna ustanova francoske šole za Daljni vzhod pod francosko kolonialno oblastjo (Louis Finot École française d'Extrême-Orient EFEO) iz leta 1910, leta 1920 pa je bila obsežno prenovljena. Med letoma 1926 in 1932 jo je preoblikoval arhitekt Ernest Hébrard. Muzej je leta 1958 kupila vlada Severnega Vietnama (zdaj vietnamska vlada), nato pa so bile zbirke artefaktov razširjene na vzhodno umetnost in nacionalno zgodovino.
Muzej poudarja prazgodovino Vietnama (pred približno 300.000–400.000 leti) do avgustovske revolucije leta 1945. Ima več kot 200.000 razstavljenih eksponatov, ki zajemajo predmete od prazgodovine do revolucije leta 1945 in ustanovitve Demokratične republike Vietnam, razporejenih v petih večjih sklopih.

## Lega
Muzej je na zadnji strani operne hiše v Hanoju. Stoji na ulici Trang Tien 1, ulici Tran Quang Khai 216, Hanoj.

## Zgodovina
Stavba muzeja je bila nekoč arheološka raziskovalna ustanova francoske šole za Daljni vzhod pod francosko kolonialno vladavino (Louis Finot École française d'Extrême-Orient EFEO), ki je bila odprta leta 1910. Leta 1920 je bila obsežno prenovljena in jo je med letoma 1926 in 1932 preoblikoval arhitekt Ernest Hébrard. Velja za mešanico francoske kolonialne in tradicionalne vietnamske arhitekture, imenovane tudi indokitajska arhitektura.  Muzej je leta 1958 kupila vlada Severnega Vietnama, nato pa so bile zbirke artefaktov razširjene na vzhodno umetnost in nacionalno zgodovino. Formalno je bil odprt za javni ogled 3. septembra 1958. Muzejski eksponati poudarjajo prazgodovino Vietnama (pred približno 300.000–400.000 leti) do revolucije avgusta 1945.

## Opis
Muzej je v kolonialni francoski stavbi, ki ima obliko pagode. Zasnova stavbe je združitev francoske in kitajske arhitekture, znane kot indokitajska arhitektura. Stavba, ki jo je zasnoval Hebrard, vključuje dvojne stene in balkone za naravni prezračevalni sistem in zaščito pred sončno svetlobo. Razstavni prostor obsega več kot 2200 kvadratnih metrov z eksponati, razvrščenimi kronološko. Razdeljen je na pet večjih sklopov: 
- 1. del zajema obdobje od prazgodovinskega obdobja od kamene dobe (30.000–40.000 let) do pred 4000–5000 leti;
- Oddelek 2 prikazuje čas izgradnje države med dinastijo Tran;
- Oddelek 3 ima eksponate od obdobja dinastije Ho do revolucije avgusta 1945;
- Oddelek 4 ima artefakte kamnitih skulptur obdobja Champa.[6]

Muzej prikazuje zgodovino Vietnama z zelo veliko zbirko približno 200.000 predmetov, ki zajemajo neolitik, bronasto dobo, obdobja Sa Hunh, Oc Eo in Hung, dinastijo Nguyễn, obdobje Cham in tudi severnovietnamsko kulturo Dong Son, ki je obstajala okoli 1000 pr. n. št.–100 n. št.  Ti eksponati so v glavni stavbi. Razstave poudarjajo komunizem in vladavino francoskih kolonistov prikazujejo kot kruto.

## Eksponati
Razstave v muzeju vključujejo mrliške vežice iz obdobja Hung in neolitika, bronastodobne pripomočke, kot so glave sekir in artefakte iz obdobja Chamov. Obstaja zastrašujoča skulptura Quan Am, boginje usmiljenja, ki ima 1000 oči in rok. Razstavljeni so tudi okrašeni prestol cesarja iz 13. dinastije Nguyễn, obleke in druge starine. To so veliki bobni Đông Sơn, ki so simbol vietnamske kulture. Na nivoju tal je razstava sestavljena iz kamnitih pripomočkov, keramike in okraskov do leta 1400 našega štetja. V prvem nadstropju se eksponati nanašajo na monarhično vladavino od časa obdobij Dinh in Le leta 900 našega štetja do zadnjih vietnamskih cesarjev; to so okrasni predmeti, kot so predalnik, intarziran z biserno matico, valjaste posode iz emajla (to so pogrebni kozarci), keramika in izdelki iz svetlega laka. V muzeju je ohranjena stela, ki so jo našli med arheološkim izkopavanjem, z napisom na spomeniku z oznako G1, ki ga je Harivarman I. (ok. 1137) posvetil bogu Harivamsesvari. Razstave novih artefaktov pokrivajo osrednji Vietnam, osrednje višavje, južni Vietnam in tudi star brodolom blizu otoka Cu Lao Cham. Muzej ima napise v angleščini, ki pa ne zadoščajo za izražanje vsega, kar je v muzeju na ogled.
Da bi popularizirala vietnamsko zgodovino od preteklosti do danes, je uprava muzeja organizirala razstavo 450 artefaktov (416 iz 13 vietnamskih muzejev in ostalo iz 8 evropskih muzejev) v Avstriji in Belgiji od septembra 2003 do novembra 2004. Kraljevi muzej umetnosti in zgodovine (Kraljevina Belgija) ter Etnološki muzej Dunaj (Republika Avstrija) sta bila povezana s to razstavo, ki je nosila naslov »Vietnam – preteklost in sedanjost«.